# NGC 3314A
NGC 3314A (другие обозначения — ESO 501-46, IRAS10348-2725, MCG -4-25-41, PRC D-48, AM 1034-272, PGC 31531) — галактика в созвездии Гидра.
Этот объект входит в число перечисленных в оригинальной редакции «Нового общего каталога».
Галактика NGC 3314A входит в состав группы галактик NGC 3312. Помимо NGC 3314A в группу также входят ещё 10 галактик.
К юго-западу от галактики обнаружены звёздные «нити», в которых имеется отдельная галактика, получившая обозначение UDG 32. Предположительно, она сформировалась из материала звёздных нитей NGC 3314A.